# Nucléomorphe

Représentation d'un plaste contenant un nucléomorphe entre la paire de membranes de cet organite et la paire de membranes du chloroplaste.

Un nucléomorphe est un petit noyau vestigial présent entre les paires de membranes interne et externe de certains plastes chez des eucaryotes unicellulaires de l'embranchement (phylum) des cryptophytes et du sous-embranchement des chlorarachniophytes. L'analyse de l'organisation génomique et de la phylogénie moléculaire de ces nucléomorphes tend à montrer qu'il s'agirait des vestiges de noyaux d'algues rouges pour les premiers et d'algues vertes pour les seconds qui auraient été englobées dans ces microorganismes par endocytose : le fait qu'ils se situent entre deux paires de membranes appuie la théorie endosymbiotique de formation des plastes — et notamment des chloroplastes — et des mitochondries par incorporation de bactéries libres dans des cellules plus grosses au sein desquelles elles seraient devenues des endosymbiotes ; il s'agirait plus précisément ici d'une endosymbiose secondaire résultant de l'incorporation d'une algue photoautotrophe par un procaryote formant le plaste dont le nucléomorphe serait le vestige du noyau, plaste lui-même incorporé par la suite dans un eucaryote hôte pour former le microorganisme actuel,.
Les génomes de nucléomorphes comptent parmi les plus petits jamais séquencés. Après l'endocytose des algues rouges et vertes respectivement dans leur hôte cryptophyte et chlorarachniophyte, leur génome s'est simplifié pour atteindre une taille comparable à partir de génomes plus grands, ne conservant que trois chromosomes tandis que de nombreux gènes étaient ou bien transférés dans le génome de l'hôte, ou bien entièrement perdu.
Les endosymbioses successives à l'origine de ces microorganismes confèrent à ces derniers une organisation génomique particulièrement complexe, avec quatre génomes différents :
- deux génomes procaryotiques, dans les mitochondries et les plastes des algues rouges et vertes ;
- deux génomes eucaryotiques, dans le noyau de la cellule hôte et dans les nucléomorphes.